# Прапор Марківського району
Пра́пор Ма́рківського райо́ну — офіційний символ Марківського району Луганської області, затверджений 23 лютого 2000 року рішенням сесії Марківської районної ради.

## Опис
Прапор являє собою прямокутне полотнище зі співвідношенням сторін 2:3, що складається з двох рівновеликих горизонтальних смуг: синьої та жовтої — і двох вертикальних смуг. Вертикальна смуга біля древка червона та займає 1/10 ширини полотнища, а за нею розташована смуга зі скошеними білими і чорними штрихами, що займає 1/20 ширини прапора. У лівому верхньому кутку знаходиться герб району, що є щитком, в якому розміщено сонце, що сходить та пам'ятник борцям за свободу Марківщини та фоні золотого, лазурового, червоного, лазурового та золотого променів.